# Rezoluția 703 a Consiliului de Securitate al ONU
Rezoluția 703 a Consiliului de Securitate al Organizației Națiunilor Unite, adoptată fără vot la 9 august 1991, după examinarea cererii de aderare a Statelor Federate ale Microneziei și cercetarea raportului întocmit de Comitetul pentru admiterea de noi membri, a recomandat Adunării Generale admiterea Microneziei ca stat membru al Organizației Națiunilor Unite.

## Efect
Adunarea Generală a admis Statele Federate ale Microneziei ca stat membru al Organizației Națiunilor Unite la 17 septembrie 1991, prin Rezoluția 46/2.